# 日本學生支援機構
独立行政法人日本学生支援机构（日文（纯假名形式）：；英文：Japan Student Services Organization，简称JASSO），是日本的一个独立行政法人。

## 历史
其主要业务是：（面向日本人学生的）助学金业务（英文：student loans，日文称“奖学金”）、面向日本人学生的学生生活及留学支援，以及在日本的外国人留学生的支援活动。该机构属文部科学省管辖。
日本学生支援机构是日本留学考试的主办方。

## 相关链接
- https://www.jasso.go.jp/ （页面存档备份，存于）